# Anton Bonaventura Jeglič
Anton Bonaventura Jeglič (Begunje, 29. svibnja 1850. – Stična, 2. srpnja 1937.) bio je slovenski prelat Katoličke Crkve. Službovao je kao ljubljanski biskup te prvi pomoćni vrhbosanski biskup.

## Životopis
Rođen je u mjestu Begunje na Gorenjskem, 29. svibnja 1850. godine. Školovao se u Ljubljanskom bogoslovnom sjemeništu. Za svećenika je zaređen 1873. godine.
Studirao je na Augustineumu (1873.‒1876.) u Beču gdje je doktorirao iz teologije. Nakon završenog studija, ljubljanski biskup Janez Pogačar ga šalje na daljnju formaciju u Njemačku.
Po povratku u biskupiju djelovao je kao profesor i vicerektor ljubljanske Bogoslovije. Krajem 1881., na poziv vrhbosanskog nadbiskupa Josipa Stadlera, odlazi u Sarajevo kako bi postao kanonik. Na toj je službi ostao do 1898. godine.
Imenvan je 1897. pomoćnim biskupom vrhbosanskim, a zaredio ga je nadbiskup Josip Stadler. Sljedeće je godine bio imenovan ljubljanskim knezbiskupom.
Na službi ljubljanskog biskupa ostao je do 1930. godine. Posljednje godine života proveo je u cistercitskom samostanu u Stični gdje je umro 2. srpnja 1937. godine.
Ime Bonaventura uzeo je kao suradnik u časopisu Balkan. Za vrijeme djelovanja u Bosni, pohrvatio je svoje ime i prezime u Antun Jeglić kao znak približavanja narodu u kojem je djelovao.

### Članci
- Jurišić, Pavo. 2019. Nadbiskup Stadler i Stolni kaptol vrhbosanski. Vrhbosnensia. Univerzitet u Sarajevu – Katolički bogoslovni fakultet. Sarajevo. 23 (1): 27–62

## Vanjske poveznice
Ostali projekti
|  | Zajednički poslužitelj ima još gradiva o temi Anton Bonaventura Jeglič |
|  | Wikicitati imaju zbirke citata o temi Anton Bonaventura Jeglič         |